# Synagoga Diabolica
Synagoga Diabolica — третий полноформатный студийный альбом группы Ancient Ceremony, выпущенный в 2000 году лейблом Alister Records. Запись альбома производилась в студии Alister Studio, здесь же репетировался новый материал.

## Об альбоме

### Название
Название альбома, по мнению Криса Андерле, является очень сильным и харизматичным. Сам же термин Synagoga Diabolica возник в средневековье и обозначает движение, выступающее против церкви и христианства в целом, что очень хорошо обозначает концепцию группы.

### Кавер-версия
Альбом содержит кавер-версию композиции Creeping Death из репертуара известной группы Metallica. Хотя первоначально среди претендентов на включение в альбом была также композиция Evil Never Dies группы Overkill. В преддверии данной песни идёт инструментальная композиция Exodus 10,28, содержащая цитаты из Библии, что, по мнению Криса Андерле, придаёт Creeping Death некоторую идеологизированность.

## Список композиций
1. Synagoga Diabolica 00:37
2. Forbidden Fruit Sapientia 03:58
3. Soul Darwinism 05:44
4. Choir Of Immortal Queens 03:22
5. Deorum Contemptor 02:18
6. Crowned Child 04:57
7. Exodus 10,28 00:37
8. Creeping Death[2] 06:33

## Участники записи
- Крис Андерле - вокал, микширование
- Патрик Майер - гитара
- Аким Маттес - ударные
- Кристоф Рат - клавишные
- Синтия Шильц (Фоллманн) - женский вокал